# Heinrich Bürger (Gewerkschafter)
Heinrich Bürger (eigentlich Christian-Heinrich, * 16. Januar 1867 in Paderborn; † 29. November 1910 in Hamburg) war ein deutscher Gewerkschafter, Autor und Gründungsvorsitzender des Verbandes der Eisenbahner Deutschlands.
Der uneheliche Sohn einer Köchin begann eine Ausbildung zum Handlungsgehilfen in Dresden und siedelte 1886 nach Hamburg über. Dort arbeitete er zunächst in der Kolonialwarenbranche, als Krankenpfleger im Eppendorfer Krankenhaus sowie ab 1891 als Stationsgehilfe bei der Eisenbahn, wo er jedoch zwei Jahre später wegen sozialistischer Agitation entlassen wurde. 1893 wurde er als Delegierter ins Hamburger Gewerkschaftskartell gewählt und profilierte sich hier in den folgenden Jahren als Redner und Schriftführer des Kartellvorstands. Hatte er anfangs mit anarchistischen Ideen sympathisiert, näherte er sich nun der Sozialdemokratie an und wurde um 1895 SPD-Mitglied. Während des Hamburger Hafenarbeiterstreiks von 1896/97 gehörte er der Agitationskommission an und bemühte sich insbesondere darum, die Eisenbahner für eine Unterstützung des Streiks zu gewinnen. Ende 1896 berief er eine Eisenbahnerversammlung ein, die die Gründung des Verbandes der Eisenbahner beschloss und ihn zum 1. Vorsitzenden wählte. Repressionen der preußischen Eisenbahnverwaltung sowie Kursstreitigkeiten innerhalb des Eisenbahnerverbandes führten jedoch dazu, dass Bürger sich bald wieder auf die lokale Arbeit in der Hamburger Gewerkschaftsbewegung konzentrierte. Hier engagierte sich Bürger insbesondere für die Gründung von Konsumgenossenschaften sowie für den Bau des Gewerkschaftshauses am Besenbinderhof in Hamburg. Ab 1903 arbeitete er als Sekretär des Verbands der Gemeinde- und Staatsarbeiter, einer Vorläuferorganisation der späteren Gewerkschaften ÖTV ab 2001 Verdi.
1910 verstarb Bürger an einer Lungenentzündung.

## Veröffentlichungen
- Die Bewegung der Staats- und Gemeindearbeiter von Hamburg-Altona 1906-1907. Streiflichter aus der hanseatischen Sozialpolitik. Anh.: Ein Blick auf die hamburgischen Staatsbetriebe. Hamburg (1908).
- Die Hamburger Gewerkschaften und deren Kämpfe von 1865 bis 1890. Nebst einer graphischen Darstellung der Streiks und Aussperrungen in den Jahren 1885–1890. Hamburg 1899. Nachdruck  März 2017, ISBN 978-3-7446-7256-6
- Sommerferien oder Erholungsurlaub für städtische Arbeiter. Eine zeitgemäße Betrachtung von Heinrich Bürger. Hrsg.: Verband der in Gemeinde- und Staatsbetrieben beschäftigten Arbeiter und Unterangestellten. Berlin 1904.